# 2009 في تركيا
فيما يلي قوائم الأحداث التي وقعت خلال عام 2009 في تركيا.

## رياضة
- 7 يونيو – جائزة تركيا الكبرى 2009 الفائز جنسن باتون.

## أفلام
من الأفلام التي صدرت هذه السنة في تركيا:
- 1 يناير – وادي الذئاب غلاديو من إخراج Sadullah Şentürk  [لغات أخرى]‏.
- 23 يناير – آلام الخريف من إخراج Tomris Giritlioğlu [الإنجليزية]‏.

## برامج ومسلسلات وأنمي
- عاصي
- ويبقى الحب
- الصفوف الخلفية
- العشق الممنوع
- الأوراق المتساقطة
- إيزيل
- دقات قلب

## كتب
من الكتب التي صدرت هذه السنة في تركيا:
- 1 يناير – قواعد العشق الأربعون من تأليف إليف شفق.

## وفيات

### مايو
- 18 مايو – توركان صيلان (مواليد 1935) طبيبة تركية.

### يوليو
- 6 يوليو – عائشة جول دفريم (مواليد 1942) ممثلة تركية.
- 16 يوليو – كوتسيا بوزوكلار (مواليد 1953)

### سبتمبر
- 23 سبتمبر – أرطغرل عثمان (مواليد 1912)

### ديسمبر
- 1 ديسمبر – جاهيدة بيرجل (مواليد 1956) مؤلف تركي.